# Orophea thomsonii
Orophea thomsonii Bedd. – gatunek rośliny z rodziny flaszowcowatych (Annonaceae Juss.). Występuje naturalnie w indyjskim stanie Tamilnadu. 

## Morfologia
PokrójZimozielone drzewo lub krzew.
LiścieMają owalnie eliptyczny kształt. Mierzą 5–6,5 cm długości oraz 2,5–3,5 cm szerokości. Nasada liścia jest klinowa. Blaszka liściowa jest o długo spiczastym wierzchołku. Ogonek liściowy jest nagi i dorasta do 2–5 mm długości.
KwiatySą zebrane po 2–3 w kwiatostany, rozwijają się w kątach pędów. Działki kielicha mają owalnie okrągły kształt, są owłosione i dorastają do 1 mm długości. Płatki mają owalny kształt i osiągają do 5 mm długości. Kwiaty mają 5–6 owocolistków o jajowatym kształcie.

## Biologia i ekologia
Kwitnie w październiku, natomiast owoce dojrzewają w lutym.